# 16255 Hampton
16255 Hampton este un asteroid din centura principală de asteroizi.

## Descriere
16255 Hampton este un asteroid din centura principală de asteroizi. A fost descoperit pe 26 aprilie 2000 la Stația Anderson Mesa în cadrul programului LONEOS. El prezintă o orbită caracterizată de o semiaxă mare de 2,95 ua, o excentricitate de 0,12 și o înclinație de 0,9° în raport cu ecliptica.